# Franck Kom
Franck Kom (Bafoussam, 18 settembre 1991) è un calciatore camerunese, centrocampista dell'Emirates.

## Carriera

### Club
Ha giocato nella prima divisione tunisina.

### Nazionale
Ha esordito in nazionale nel 2014.

## Palmarès

### Club

#### Competizioni nazionali
- Campionato tunisino: 3

Étoile du Sahel: 2015-2016
Espérance: 2017-2018, 2018-2019
- Coppa di Tunisia: 3

Étoile du Sahel: 2011-2012, 2013-2014, 2014-2015
- Supercoppa di Tunisia: 1

Espérance: 2019

#### Competizioni internazionali
- CAF Champions League: 2

Espérance: 2017-2018, 2018-2019
- Coppa della Confederazione CAF: 1

Étoile du Sahel: 2015